# Complejo Siilinjärvi de carbonatita

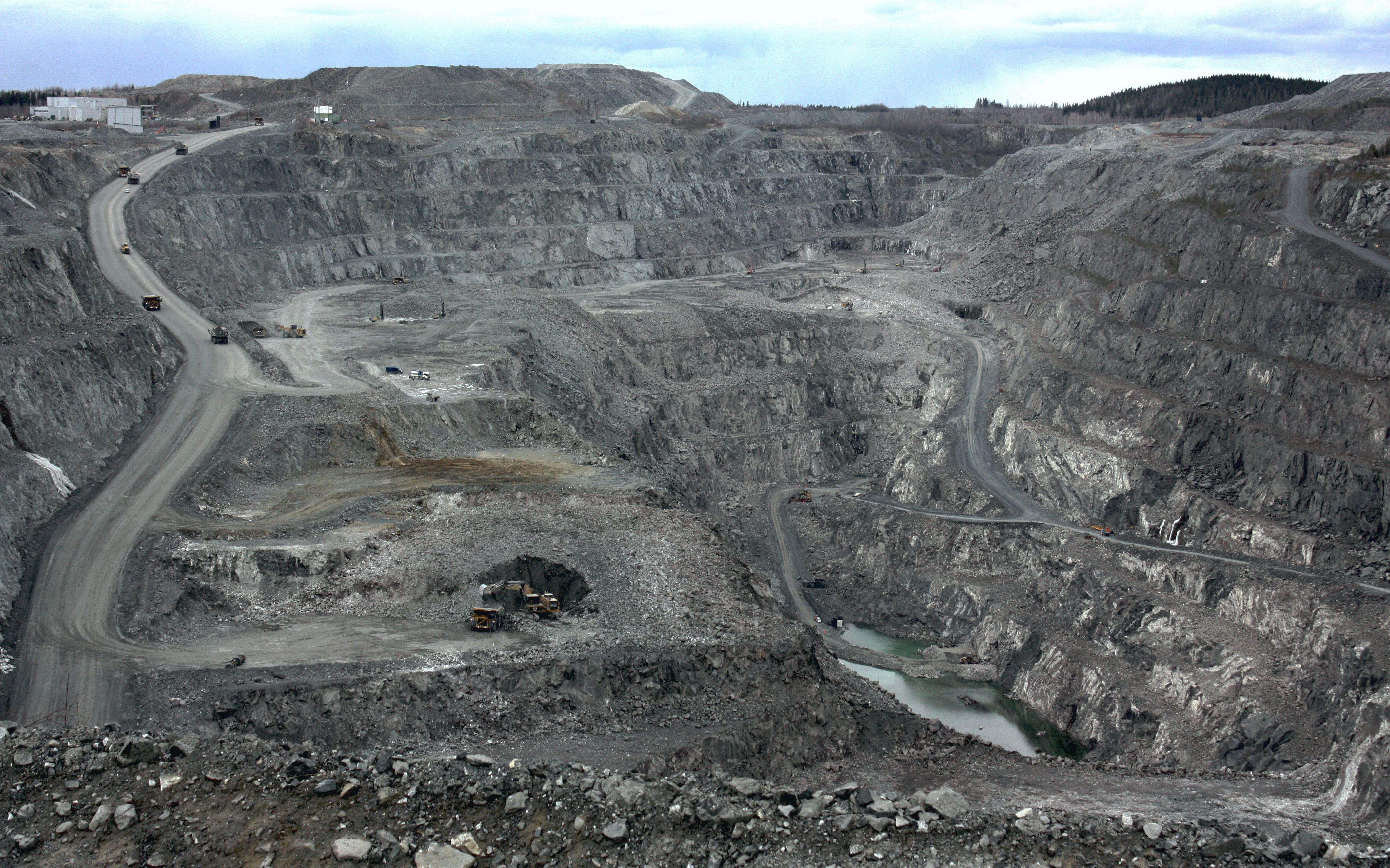
La excavación principal de Särkijärvi vista desde el extremo sur de la mina en abril de 2016.

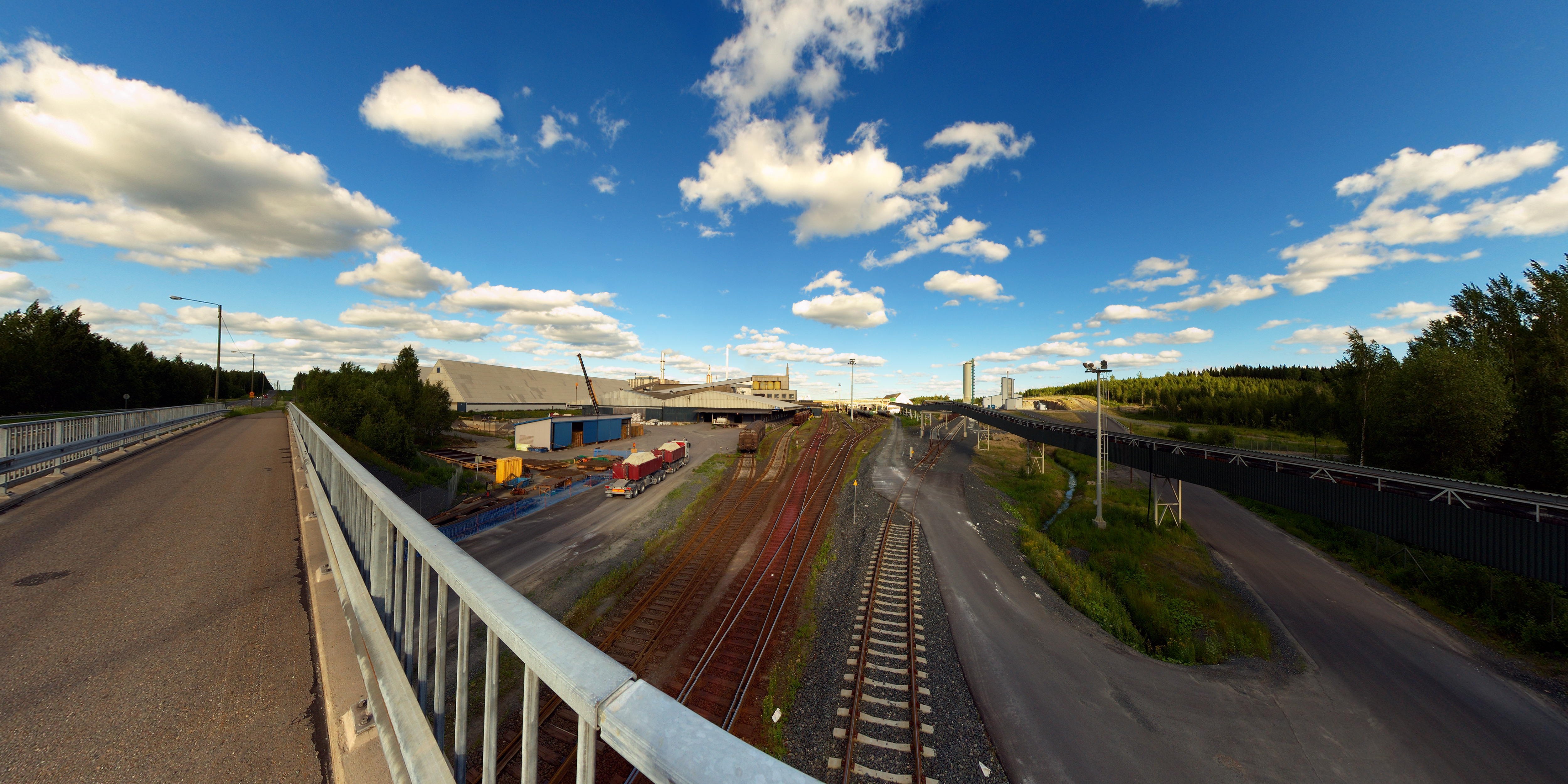
Fábricas de fertilizante en cercanías de la mina.

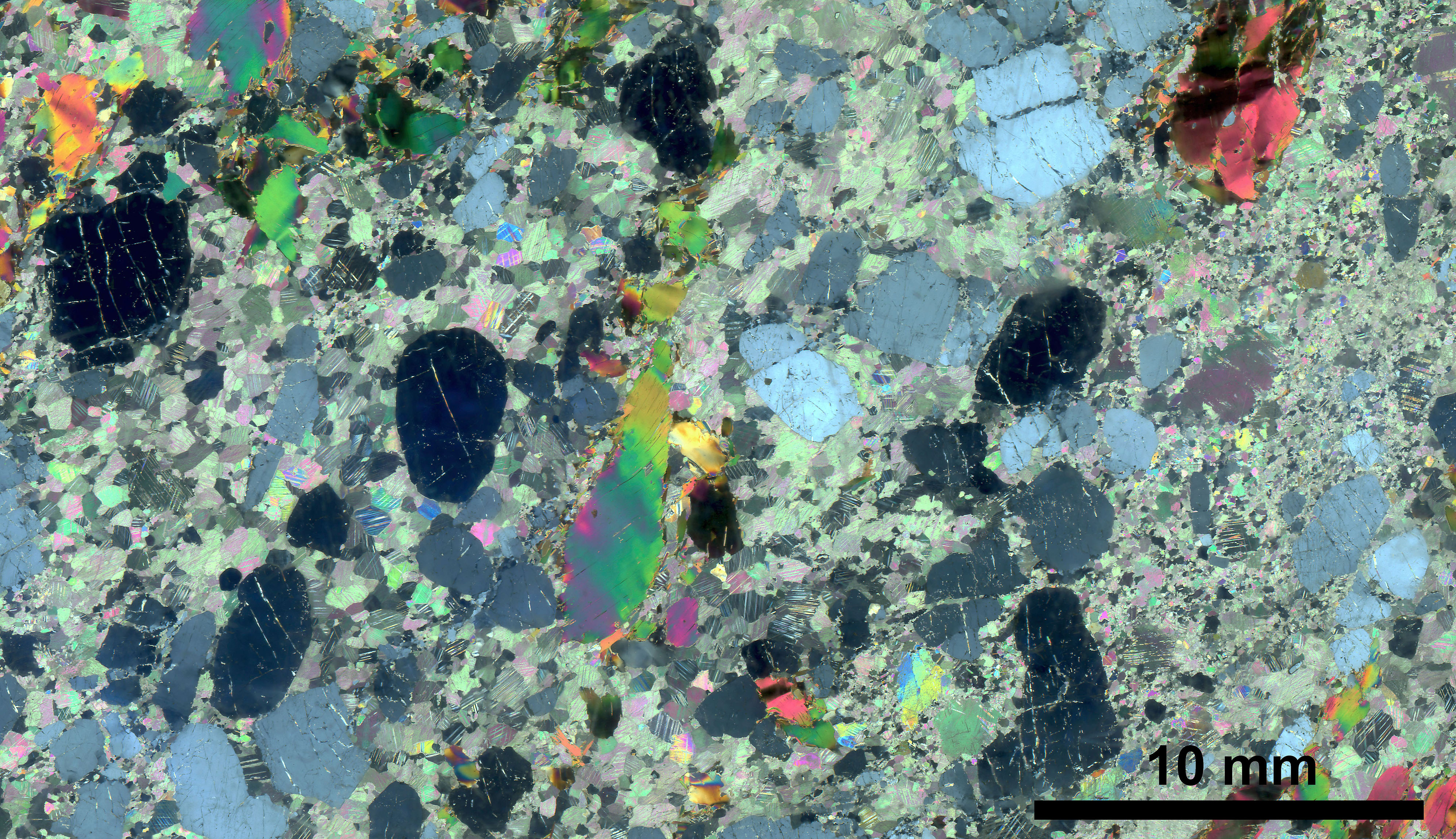
Lámina delgada de carbonatita rica en apatita bajo transmisión de luz polarizada.

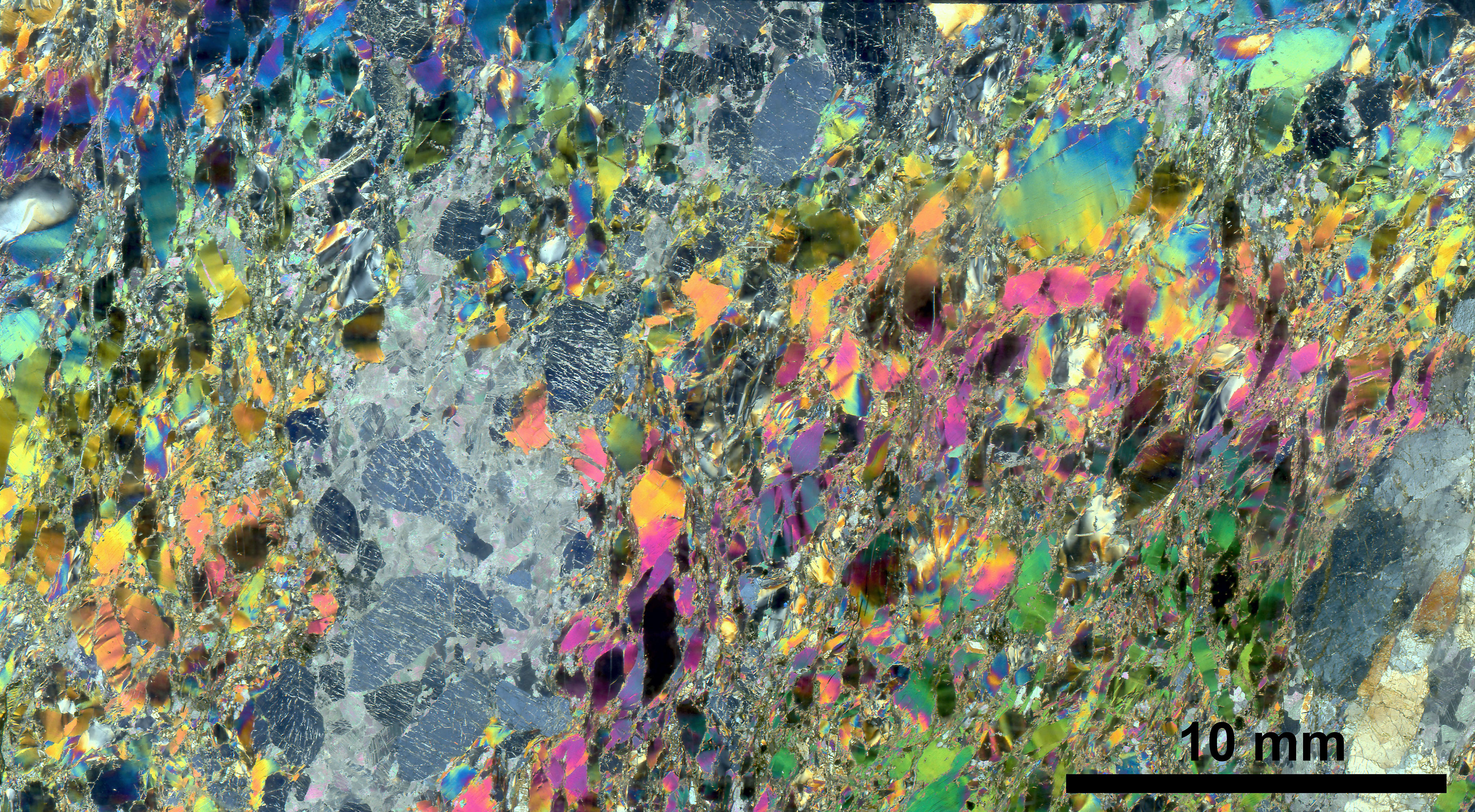
Lámina delgada de glimerita rica en apatita bajo luz polarizada transmitida.

El complejo Siilinjärvi de carbonatita se encuentra en el centro de Finlandia, cerca de la ciudad de Kuopio. Lleva el nombre del pueblo cercano de Siilinjärvi, ubicado aproximadamente a 5 km al oeste de la extensión sur del complejo. Siilinjärvi es el segundo complejo de carbonatita más grande de Finlandia después de la formación Sokli, y una de las carbonatitas más antiguas de la Tierra con 2610 ± 4 Ma. El complejo de carbonatita consiste en un cuerpo lenticular de aproximadamente 16 km de largo, con pendiente pronunciada, rodeado de gneis de granito. El ancho máximo del cuerpo es de 1.5 km y la superficie es de 14.7 km². El complejo fue descubierto en 1950 por el Servicio Geológico de Finlandia con la ayuda de recolectores de minerales locales. La perforación de exploración comenzó en 1958 por Lohjan Kalkkitehdas Oy. Typpi Oy continuó perforando entre los años 1964 y 1967, y Apatiitti Oy perforó entre 1967 y 1968. Después de las perforaciones, se realizaron los trabajos de laboratorio y planta piloto. La mina fue abierta por Kemira Oyj en 1979 como un pozo abierto. La operación fue vendida a Yara en 2007.
La mina de apatita Siilinjärvi es el pozo a cielo abierto más grande de Finlandia. Actualmente la mina comprende dos pozos; el sur más grande de Särkijärvi y el hoyo satélite más pequeño del norte de Saarinen. El pozo Särkijärvi tiene aproximadamente 250 m de profundidad, con una altura de banco de 28 m. El pozo Saarinen se encuentra a unos 5 km al norte del pozo principal Särkijärvi.
La tasa de explosión general en la mina es de 600 kt por semana, 450 kt del pozo Särkijärvi y 150 kt del pozo Saarinen. Casi todas las rocas de la serie de glimmerita-carbonatita son rocas de grado mineral; los fenites y diabases transversales son rocas de desecho. Sin embargo, hay algunas vetas tardías de carbonatita pobres en apatita y ciertos bloques de carbonatita-glimmerita con < 0.5 wt-% en peso de P2O5. Se desconoce la razón por la cual estos son estériles de apatita, pero podría estar relacionado con el metamorfismo y el flujo de fluidos.
La mina Siilinjärvi es la única mina de fósforo en funcionamiento en la Unión Europea. Desde 1979, se han extraído más de 400 Mt de roca, aproximadamente el 65% de mineral. Para el año 2016, la mina había producido 24.7 Mt del producto principal, apatita. Las reservas de mineral fueron de 205 Mt en enero de 2016. La producción actual es de aproximadamente 11 Mt de mineral por año, mientras que la ley in situ promedio es de 4.0% en peso de P2O5. Aproximadamente el 85% del concentrado de apatita se procesa in situ en Siilinjärvi para producir ácido fosfórico y fertilizantes, el resto del concentrado se usa en otras fábricas de la compañía. Los subproductos son concentrados de mica y calcita. El concentrado de apatita se produce por flotación en el concentrador cerca del pozo Särkijärvi. El concentrado puede procesarse luego en ácido fosfórico utilizando ácido sulfúrico. El ácido sulfúrico se deriva actualmente de la pirita de la mina Pyhäsalmi.

## Rocas circundantes

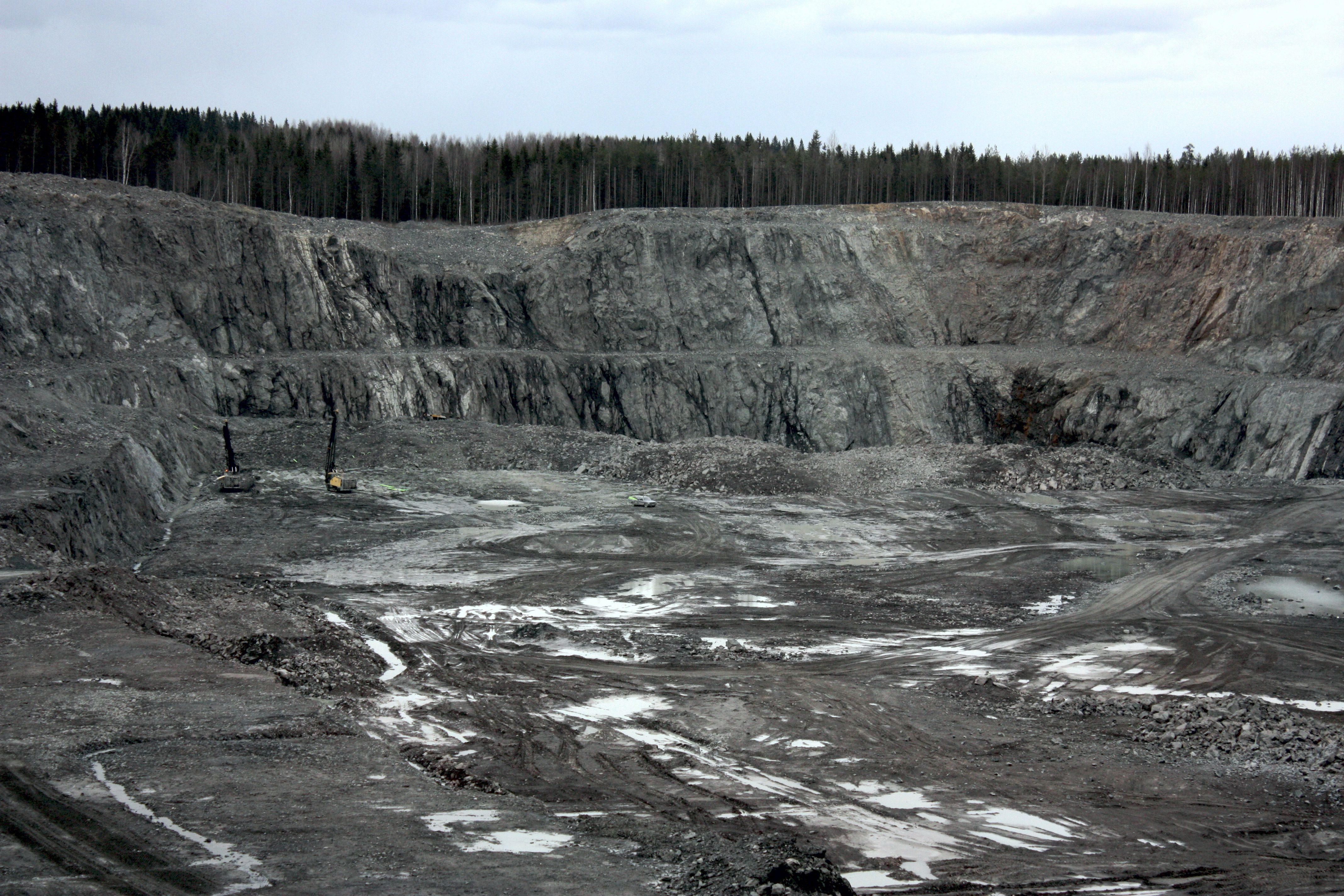
Saarinen satélite foso.

El lecho rocoso circundante de la intrusión de Siilinjärvi es arqueano, aunque el límite entre el lecho rocoso arqueano y paleoproterozoico está cerca. Las rocas paleoproterozoicas más cercanas pertenecen al área de esquisto negro de Savo Norte.
La intrusión de glimmerita-carbonatita en Siilinjärvi se encuentra en la parte sureste del terreno de granito-gneis de Iisalmi. El terreno registra algunos de los eventos arqueos más jóvenes y antiguos en el Escudo Fennoscandiano, la intrusión de 2.6 Ga Siilinjärvi y casi 3.2 mesosomas de Ga encontrados en granulitas. Los estudios sísmicos han demostrado que el grosor de la corteza dentro del terreno Iisalmi es inusualmente grueso, unos 55-60 km. El grosor de los terrenos se debe a varios procesos, como el apilamiento de empuje durante la colisión de Svecofennian y la colocación de placas posteriores a la colisión. En el nivel actual de erosión, la parte occidental del terreno se metamorfosea principalmente en las facies de greenchist durante la orogenia svecofeniana.
El tipo de roca circundante dominante en el área de Siilinjärvi es un gneis de granito con textura variable y, en cierta medida, mineralogía. Los principales minerales son feldespato plagioclasa, cuarzo, feldespato microclina, biotita y hornblende. El gneis de granito que lo rodea se extiende unos 100 km al norte desde Siilinjärvi. Las rocas sedimentarias de Carelia (2.0-1.9 Ga) se encuentran en el oeste y noroeste de Siilinjärvi. Las rocas son mneis doblados como esquistos de mica.
Los gabros de Lapinlahti y Siilinjärvi son de la orogenia archeana de Carelia. Una diorita de cuarzo de grano fino, que se entromete en los gneis graníticos circundantes, se encuentra en el lado noreste del gabro Siilinjärvi.

## Tipos de roca en el complejo

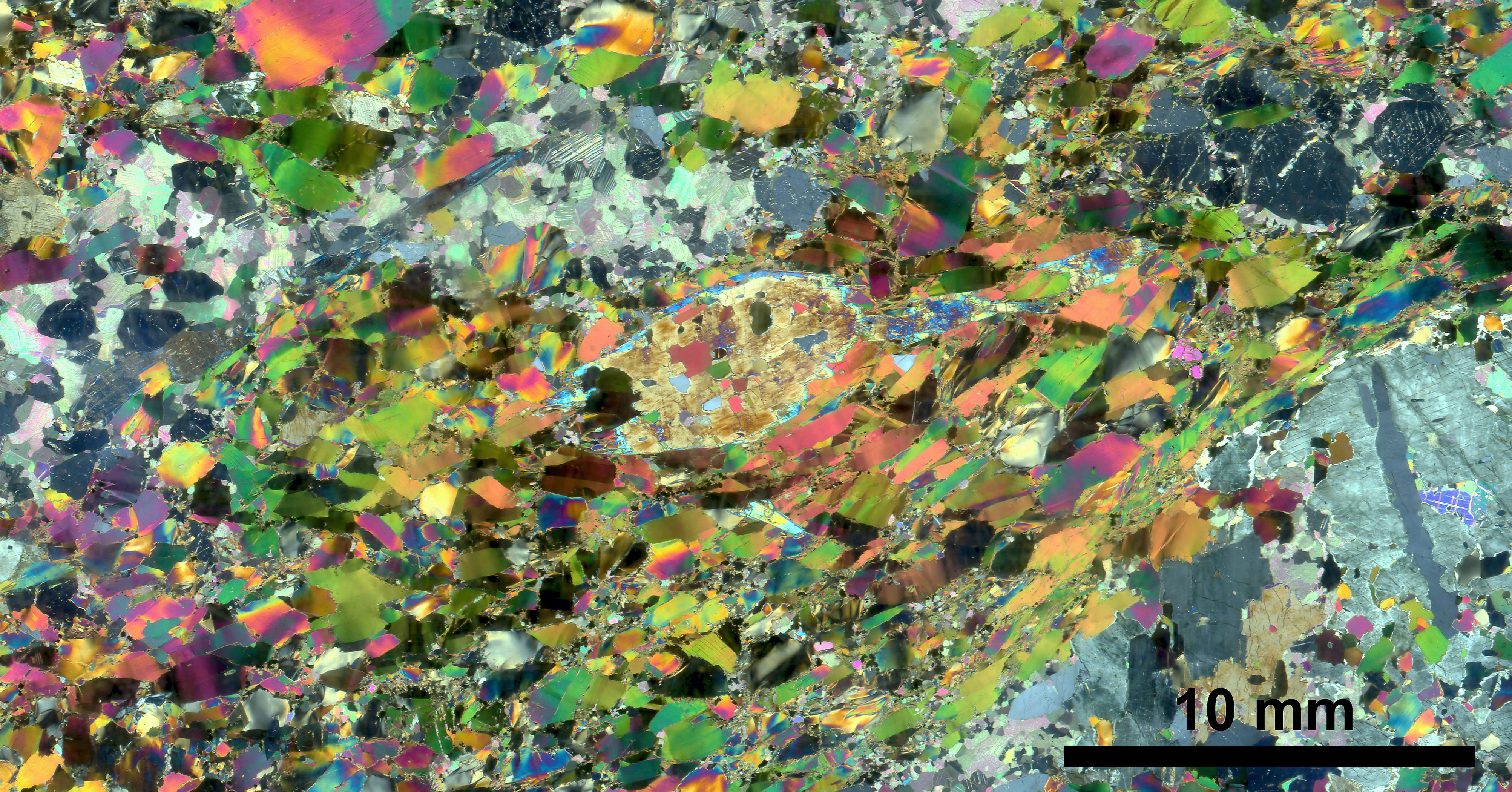
Glimerita. Imagen de una lámina delgada de mineral de apatita de Siilinjärvi visto bajo luz polarizada.

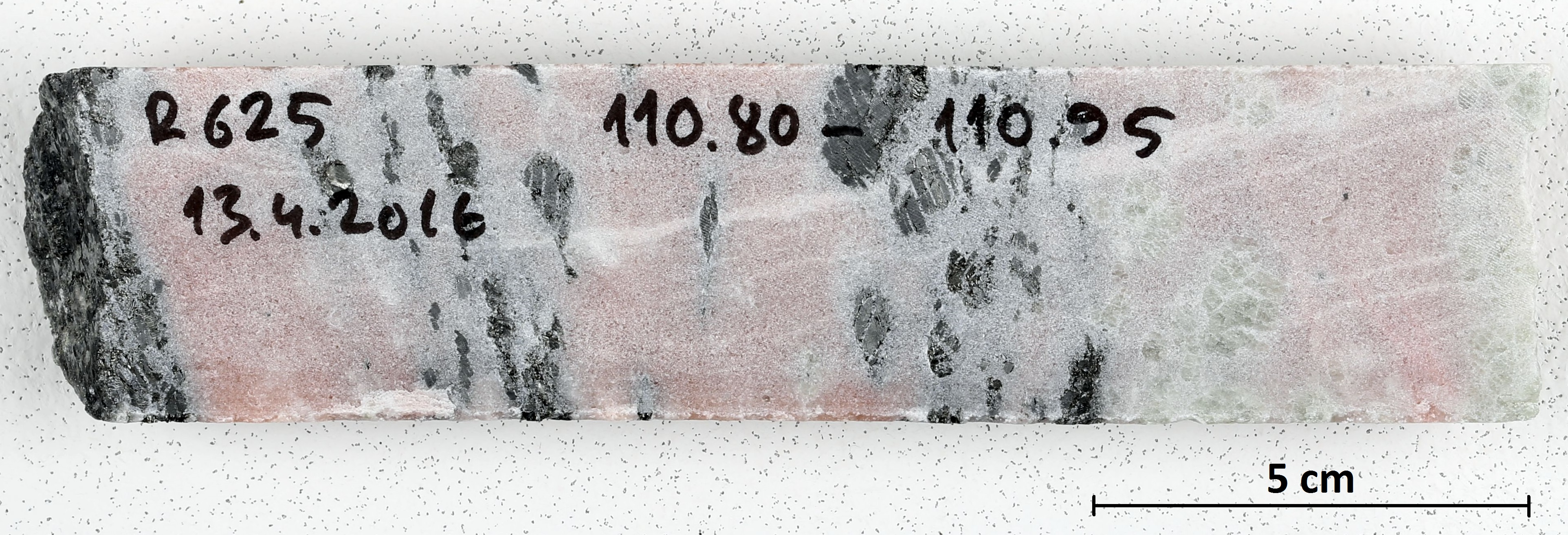
Una muestra de núcleo de perforación de Siilinjärvi.

Cinco rocas diferentes caracterizan la mina Siilinjärvi: rocas de la serie de glimmerita-carbonatita, fenitas, diques de diabasa, dioritas de tonalita y gneis. La apatita se asocia con la glimmerita-carbonatitas.
Comúnmente, los complejos de carbonatita contienen un núcleo de carbonatita intrusa que corta una secuencia de rocas ricas en flogopita. En Siilinjärvi, sin embargo, las glimmeritas y carbonatitas están bien mezcladas y se presentan como glimmeritas casi puras laminadas de forma vertical y subvertical a carbonatitas casi puras. El volumen de la carbonatita es mayor en el centro de la intrusión, y las rocas cerca de los bordes del cuerpo son casi completamente glimmeritas.

### Rocas con mineral
El cuerpo mineral central comprende glimmeritas y carbonatitas. Las rocas que contienen mineral rico en flogopita varían desde glimmerita casi pura hasta carbonato-glimmerita y silicocarbonatos. Las carbonatitas, que contienen más del 50% de carbonatos, representan solo alrededor del 1.5% en volumen de la intrusión principal. Estas rocas de carbonatita son más abundantes en el centro de la intrusión y se presentan como venas delgadas en la glimmerita. El cuerpo mineral también contiene rocas azul verdosas que están compuestas hasta 50% modal de richterita. Los principales minerales de las rocas minerales son flogopita, calcita, dolomita, apatita y richterita. El zircón, la magnetita, la pirrotina, la calcopirita y los piroxenos se presentan como minerales accesorios. La apatita es fluorapatita y la cantidad de CO2 varía.
La Glimmerita es una roca intensamente foliada, negra verdosa, oscura o marrón rojiza (dependiendo del mineral de mica dominante) que contiene 0-15% de minerales de carbonato. Las rocas orientadas son de grano fino a medio y generalmente porfiríticas. La matriz está compuesta de flogopita afánica de grano fino y los porfiroclastos son granos de flogopita tabulares. Las glimmeritas de grano fino son a menudo más equigranulares. La composición mineral de las glimmeritas es en promedio 82% de flogopita, 8% de apatita, 7% de anfíboles, 2% de calcita y 1% de dolomita. En algunas áreas, el contenido de apatita es tan alto que la roca se denomina roca de apatita (al menos 25% de apatita). La apatita se presenta como granos de gran tamaño en estas rocas, y el diámetro de los cristales puede ser de hasta varios decímetros. Los minerales accesorios de las glimmeritas incluyen ilmenita, magnetita y pirocloro.
Las carbonato-glimmeritas son rocas de color más claro en comparación con las glimmeritas puras. Obviamente, esto se debe al contenido de carbonato (15-25% de minerales de carbonato), pero también al color marrón rojizo más claro de la mica. Están menos orientados que las glimmeritas y más equigranulares. El tamaño del grano es mediano. La composición mineral de las carbonato-glimmeritas es en promedio 64% de flogopita, 10% de apatita, 10% de calcita, 9% de dolomita y 7% de anfíboles.
Los silicocarbonatos contienen 25-50% de minerales de carbonato y son de color bastante claro, el tono depende del color de la mica. La textura es bastante similar a la de las glimmeritas de carbonato, excluyendo las áreas, donde los carbonatos y las micas están en bandas y ocurren como sus propias fases. La composición mineral promedio es 46% de flogopita, 22% de dolomita, 19% de calcita, 9% de apatita y 4% de anfíboles, aunque la cantidad de calcita debe ser mayor que la de las dolomitas. Los minerales accesorios de los silicocarbonatos incluyen estroncianita, baritina, circón, ilmenita y magnetita.
Las rocas carbonatíticas (> 50% de carbonatos) en Siilinjärvi están brechadas y se componen principalmente de calcita, dolomita y apatita. Los minerales accesorios incluyen flogopita, ilmenita y magnetita. En general, el contenido de dolomita de las rocas carbonatadas varía bastante. El contenido es en su mayoría muy bajo y la roca consiste principalmente en calcita, pero en algunas áreas, el contenido de dolomita puede llegar al 50%. Los carbonatos de Siilinjärvi son rocas de grano fino a medio gris claro, blanco o ligeramente rojizo con un tamaño de grano promedio de aproximadamente 0.9-1.2 mm. Estas rocas ocurren comúnmente como diques verticales.

### Fenitas
Las fenitas rodean las rocas que contienen mineral en el complejo Siilinjärvi. Se formaron metasomáticamente cuando las rocas de carbonatita-glimerita se introdujeron en el host de gneis de granito. Las fenitas consisten principalmente en microclinas ortíticas, anfíboles de richterita y piroxeno, pero también hay una amplia variedad de tipos de fenitas que incluyen minerales como piroxeno, anfíboles, carbonato, cuarzo, apatita y cuarzo-egirina. Las fenitas también se encuentran como xenolitos en las glimeritas-carbonatitas. El tipo de fenita más común es una roca rojiza o gris verdosa con diferentes tamaños de grano. El contenido de microclina de las fenitas es en promedio de alrededor del 50% y la microclina es abundante en la ortita. La cantidad de plagioclasa varía mucho más, y los porcentajes más altos encontrados son alrededor del 20-30%. El contenido de anortoclasa en granos de plagioclasa individuales es del 10-15%. El porcentaje de anfíboles es del 0-30% y el porcentaje de piroxeno del 0-15% de la roca. Algunos tipos de fenita contienen hasta un 15% de biotita.

### Diques transversales
Los diques de diabasa basáltica cortan todo el complejo Siilinjärvi. Su ancho varía desde un par de centímetros hasta 60 metros. Los diques diabase tienen una orientación vertical muy distinta noroeste-sureste o norte-noroeste-sur-sureste. Las diabasas son rocas afaníticas de color verde oscuro, casi negro, sin orientación macroscópica. El contenido de hornblende de las diabasas de Siilinjärvi es del 50-70%, y el contenido de plagioclasa es del 25-40%. La hornblenda se altera a biotita en las zonas de contacto, y la plagioclasa es albitica. Los márgenes alterados del dique hornblenda tienen unos 50 cm de ancho. Los minerales accesorios incluyen titanita, epidota, pirita, apatita, cuarzo y circón. Los estudios preliminares muestran que existen al menos tres variedades de diabasas diferentes: con base de calcita, con sulfuro y diabase estéril. El contenido de sulfuro es mayor en las rocas más cortadas.
La melasienita, que corta todas las otras partes del complejo, excepto los diques diabase, está compuesta de feldespato alcalino, biotita, anfíbol alcalino, apatita y magnetita. El dique de melasyenita máfica tiene 4 km de largo y 20–30 m de ancho y parece tener un carácter lamprófido. Está ubicado en la parte norte del complejo y posiblemente esté relacionado con el mismo evento intrusivo que la carbonatita.

## Minerales de la intrusión de Siilinjärvi
Los minerales más comunes de la intrusión de Siilinjärvi son micas, carbonatos, apatitas y anfíboles. La composición promedio del mineral de Siilinjärvi es 65% de flogopita (incluyendo tetraferriflogotipopita), 19% de carbonatos (relación calcita/dolomita 4: 1), 10% de apatita (equivalente a 4% de P2O5 en toda la roca), 5% de richterita y 1 % de minerales accesorios (principalmente magnetita y circón).

### Micas

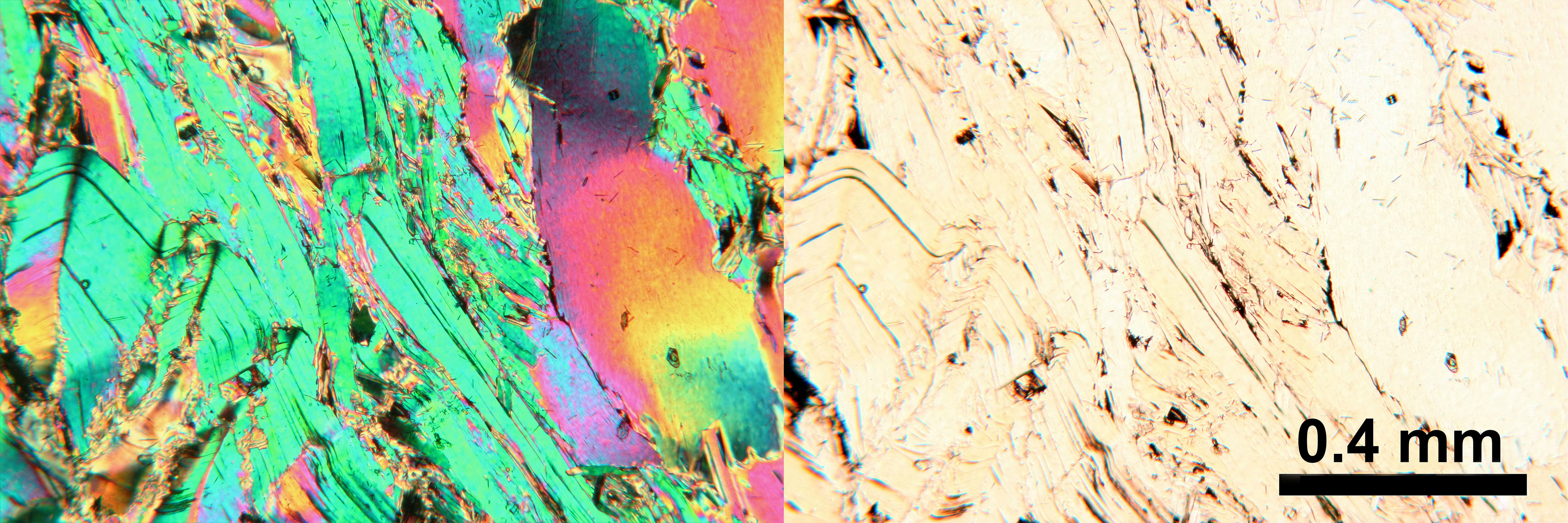
Granos de tetraferriphlogopita. Fotomicrografía de sección delgada en luz polarizada transversal y plana.

El mineral de mica más común en el complejo Siilinjärvi es tetraferriphlogopite, que comprende el 65% de la intrusión. Algunas glimmeritas contienen más del 90% de tetraferriphlogopite. El color del mineral es negro o negro verdoso, marrón oscuro o marrón rojizo. El color depende de la roca huésped y la intensidad de la deformación de la roca. La mica marrón rojiza generalmente ocurre con las carbonato-glimmeritas y la mica negra ocurre con las glimmeritas. Las flogopitas muestran un pleocroísmo inverso muy intenso de color marrón rojizo a amarillo rosado, que se debe a los altos contenidos de Fe3+. La flogopita de Siilinjärvi se vende como acondicionador del suelo con el nombre comercial "Yara biotita".
La flogopita ocurre como escamas diseminadas, cristales tabulares y agregados laminares o foliados. El tamaño de grano de las micas varía de solo un par de µm a varios centímetros, el tamaño promedio es de 1 a 2 mm de diámetro. La flogopita se altera en biotita-flogopita marrón en las zonas de cizallamiento, y en las zonas más intensamente cortadas, en biotita y clorito. El mineral de inclusión más común en las micas es la magnetita, pero generalmente las inclusiones son raras. También se pueden encontrar algunas inclusiones de zircón.

### Carbonatos

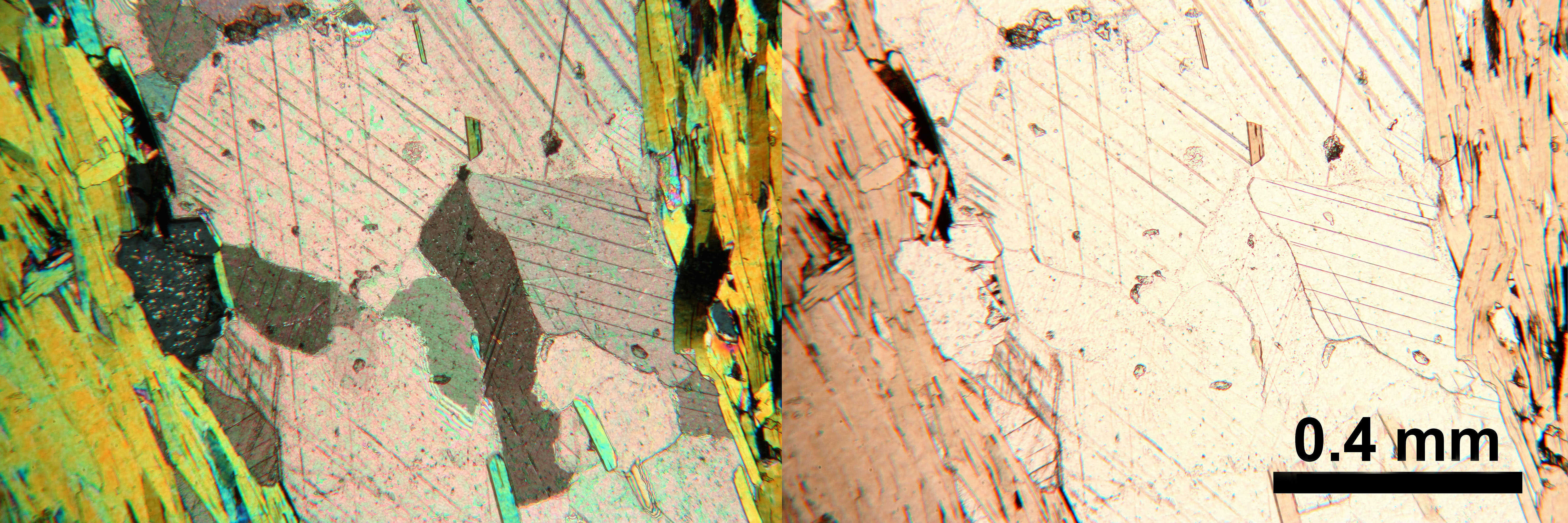
Vena de carbonato. Fotomicrografía de sección delgada en luz polarizada transversal y plana.

La dolomita de Siilinjärvi es de color blanco amarillento o amarronado y es difícil distinguirla de la calcita. La forma más común de dolomita son los granos anédricos redondeados con un diámetro de 0.2-0.4 mm. Las dolomitas también se encuentran como granos grandes, casi euédricos, con un diámetro de 4–6 mm. Otras texturas comunes son mirmecita y láminas de exsolución con calcita. Los granos euédricos solo se encuentran en las carbonatitas. Los estudios de microprobetas de dolomita Siilinjärvi muestran composiciones homogéneas con bajo contenido de FeO-, SrO- y MnO.

### Apatitas

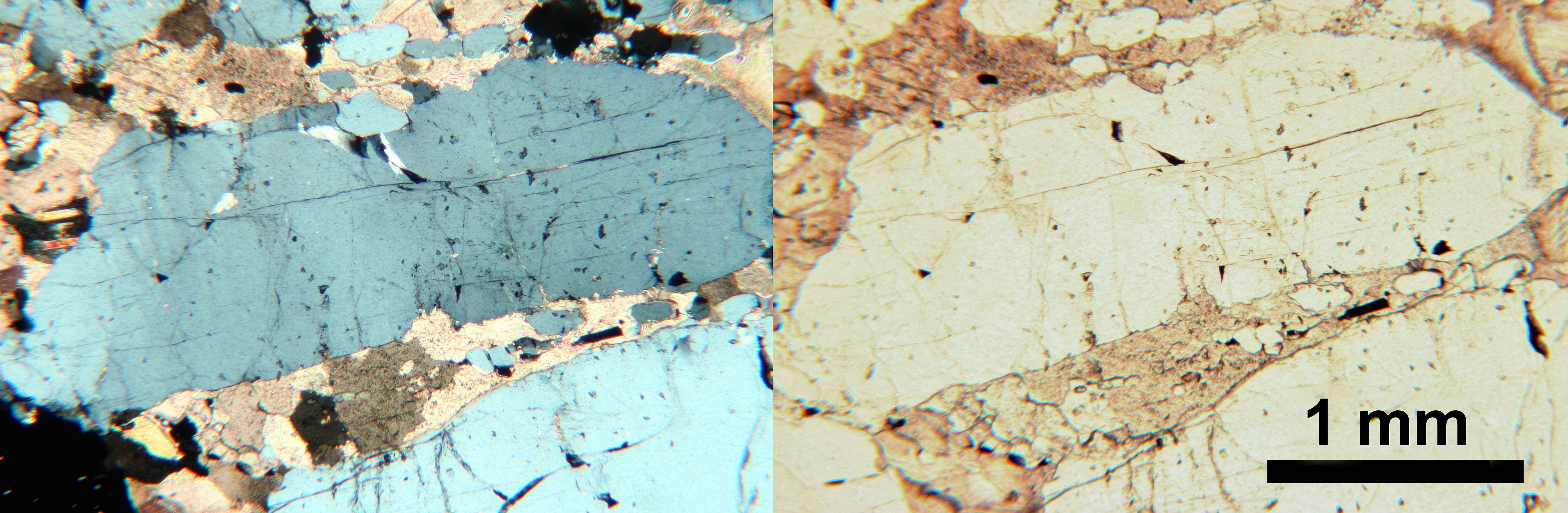
Granos de fluorapatita en masa de tierra de carbonato. La muestra se toma de mineral no esquilado, y los granos de apatita son grandes, redondeados y alargados. Fotomicrografía de sección delgada en luz polarizada transversal y plana.

La apatita en Siilinjärvi es principalmente fluorapatita, pero también se puede encontrar carbonato-fluorapatita. Las rocas que contienen mineral de Siilinjärvi contienen cantidades aproximadamente iguales (aproximadamente 10%) de apatita verde claro a gris. La cantidad de flúor es de aproximadamente 2-4% en peso en la apatita Siilinjärvi. Las apatitas de la mina contienen cantidades bastante altas de SrO y, a veces, también CO2. La apatita se encuentra en compañía de mica en rocas ricas en mica y con calcita, dolomita o mica en rocas ricas en carbonato.
Por lo general, la apatita se presenta como granos redondeados o como cristales prismáticos hexagonales. El tamaño del grano varía de 10 µm a varios decímetros de diámetro, por lo que el depósito se disemina. Por lo general, el tamaño de grano de la apatita es mayor en los carbonatos y menor en las áreas deformadas. Las barras hexagonales y las secciones transversales son escasas en áreas deformadas, donde los granos se desintegran y se rompen. Las inclusiones en la apatita son más abundantes en las partes cortadas del mineral. La cantidad también es mayor en granos más grandes en comparación con los más pequeños. Algunos granos no tienen inclusiones en absoluto. Los minerales de inclusión más comunes son los carbonatos, principalmente dolomita. Los opacos también aparecen como inclusiones, pero son raros.

### Anfíboles

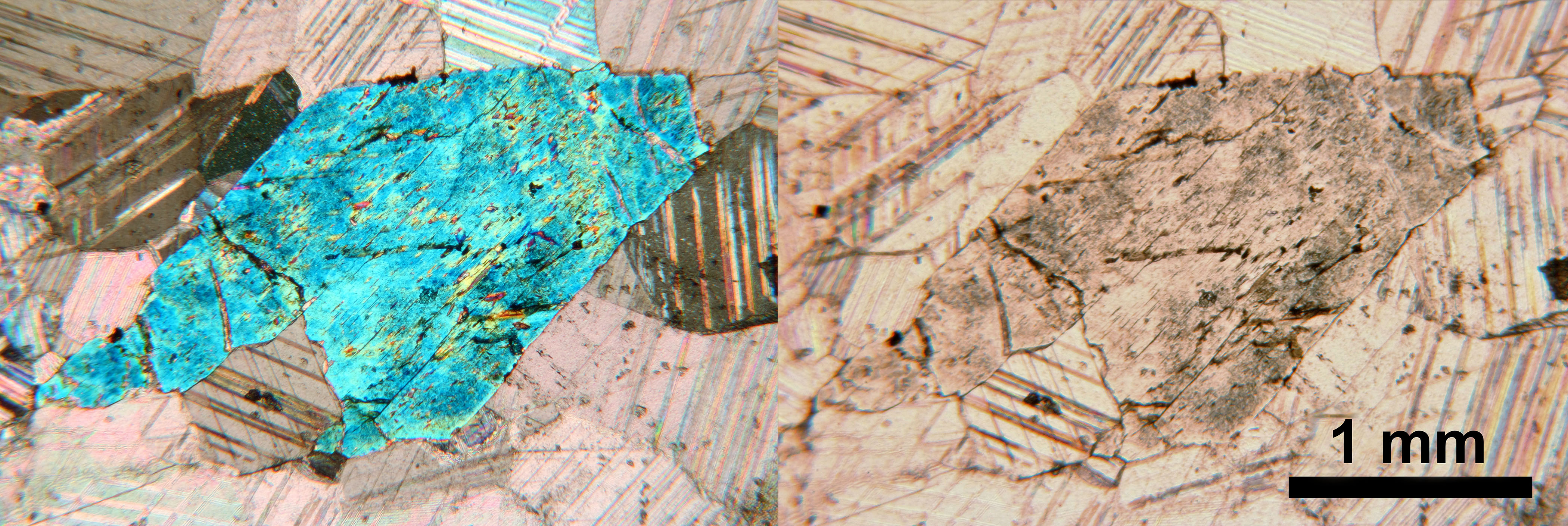
Cristal de anfíboles casi euédricos en masa de carbonato. Fotomicrografía de sección delgada en luz polarizada transversal y plana.

El anfíbol más común en Siilinjärvi es la richterita azul-verde, que forma aproximadamente el 5% del volumen total de la intrusión y generalmente menos del 15% en volumen de las glimmeritas. Los mayores porcentajes de anfíboles se encuentran en las partes cortadas de las glimmeritas de mineral, donde el porcentaje puede ser localmente de hasta 40-50%. Algunas venas de carbonatita no tienen anfíboles en absoluto. Los anfíboles de Siilinjärvi son generalmente subédricos y el tamaño de grano típico es de aproximadamente 0.1 mm. Sin embargo, el tamaño del grano varía bastante, y los cristales grandes con un diámetro de varios centímetros no son infrecuentes. Los grupos de cristales más grandes encontrados tienen hasta 30 cm de largo. Las inclusiones son raras y los minerales de inclusión son comúnmente flogopita y opacos. La alteración del mineral es poco común.

### Minerales accesorios

Granos de rutilo como mineral post-cinemático accesorio en una zona rica en mica altamente deformada. Fotomicrografía de sección delgada en luz polarizada transversal y plana.

La magnetita es el mineral accesorio más común en las rocas minerales, y constituye generalmente menos del 1% en volumen del mineral. Se encuentra principalmente en las glimmeritas. Los minerales de sulfuro representados en el mineral son pirita, pirrotina y cantidades menores de calcopirita. Los sulfuros pueden ocurrir localmente en forma masiva, a pesar de su rareza proporcional.
Baritina, estroncianita, monacita, pirocloro, zircón, baddeleyita, rutilo e ilmenita se han identificado en Siilinjärvi como minerales accesorios raros. La barita puede aparecer en forma de crecimientos con estrontianita en inclusiones de <50 μm en calcita. La Monazita se puede encontrar en dos tipos: inclusiones subédricas <50 μm en calcita o apatita y granos subanédricos ligeramente más grandes a lo largo de los límites de grano. El clorhidrato existe como inclusiones principalmente en la flogopita, los granos generalmente tienen 50–200 μm de ancho. El circón se presenta como granos euédricos, que varían en tamaño desde granos de 100 μm hasta varios centímetros de largo. Sin embargo, el circón es un mineral poco común en los carbonatos debido a la baja actividad de sílice en la masa fundida. La baddeleyita se encuentra como inclusiones en el circón.

## Estructuras geológicas
La dirección dominante de caída de la foliación en el área de Särkijärvi es casi N-S (265-275°) y se sumerge casi verticalmente (85-90°) hacia el oeste. El golpe de la foliación es también la dirección dominante de la esquila. Otra tendencia de cizallamiento es del noroeste al sureste, pero es más débil. Esta dirección es también la dirección dominante de las diabases.
El cizallamiento es una característica común en el principal cuerpo mineral de Siilinjärvi y en la zona de contacto entre la roca del país y el cuerpo mineral. También hay zonas de contacto que muestran el contacto magmático primario. Los diques de diabase paleoproterozoico cortan la zona de corte. Se pueden encontrar al menos dos etapas de deformación en las rocas del complejo Siilinjärvi. La deformación ciertamente tuvo lugar durante la orogenia svecofeniana, pero otras etapas anteriores de deformación pueden haber ocurrido.